# Испосница Светога Саве у Кареји
Испосница Светога Саве у Кареји на Светој гори називана и посница или типикарница једна је од најугледнијих келија на Светој Гори, коју је подигао Свети Сава Српски 1199. године, одмах после подизања Хиландара, ради сопственог осамљивања и живота у исихазму. Испосница која је посвећена Светом Сави Освећеном Јерусалимском, за православне Србе има изузетан значај као место духовног сазревања првог српског архиепископа и покољења хиландарских монаха након њега.
Од свога почетка па до краја 14. века она је заузимала посебно место у хијерархији светогорских установа, и затио је задржала одређену везу са манастиром Хилан даром, како је то одредио још њен оснивач Свети Сава. Њен значај и улога временом су порасли толико да је у 14. веку била изједначена са самосталним манастирима, премда је у исто време сматрана и за келију-испосницу.
Она је без сумње припадале скупини од четрнаест неименованих хиландарских келија у средишту Свете Горе које помиње худуднама (вакуфнама) из 1568/9.

## Положај
Налази се у средишту Кареје (грч. Καρυές) насеље на планини Атос на полуострву Халкидики у северној Грчкој. Недалеко је од свештене општине и протатске цркве, у средишту полуострва, на источној страни, око 500—600 метара изнад мора, у шумовитом пределу с обилним изворима питке и хладне воде.
Овај простор око Кареја је већ дуже од једног миленијума духовни и административни центар Свете Горе, у коме се налазе сви самоуправни органи, као и седиште гувернера - представник министарства спољних послова Грчке.

## Историја
Након што се потрудио на подизању Манастира Богородице Хиландарске, Свети Сава се потом постарао да у седишту Свете горе постави темеље пустињачког (еримитског) начина живота. Основао је четири келије:
1. Келију Преображења Господњег звану Патерица, коју је прво купио. Патерица је у то време имала статус малог манастира, (монидрио грч. μονύδριον), али је била у саставу Хиландара. У келији Патерица свети Сава је оставио игумански штап Светог Саве Освећеног по којем је и добио име, а по том игуманском штапу се келија највероватније и зове Патерица (од грчке речи патер што значи отац). Патерица има сугуби (двоструки) благослов двојице великих светаца, светог Саве Освећеног и Светог Саве I архиепископа Српског. У њој сада живе: јеромонах Доситеј (који је одговоран за келију Патерица) и монах Козма Чех.
2. Испосницу, посницу или типикарницу Светога Саве у Кареји, коју је градио боравећи у келији Петрици
3. Келију Светог Јована Претече
4. Келију Светог Јована Златоустог

А од прота Свете горе Сава је на поклон добио Буразерску келију Светог Николе.

### Оснивање испоснице
Испосницу у Кареји, на Светој гори, основао је Свети Сава Српски 1199. године, како би се у њој посветио строгом испосништву. Сава је неколико година трагајући по Светој гори напокон нашао једно врло лепо место усред Кареје, које му се необично допало, па га је купио и на таом месту сазидао испосницу и у њој цркву, коју је посветио Св. Сави Јерусалимском,, да у њој живе два до три монаха као испосници.
Сава је за потребе ове испоснице израдио и посебан типик (Карејски типик) са врло строгим одредбама за монахе, који буду ту живели. И сам Сава је у тој својој испосници у више махова проводио краће или дуже време, придржавајући се строго правила, која је за монахе, који у њој живе, сам био прописао.
Ево како је нпр. у Карејском типику свети Сава регулисо редовну и у време поста посебну, недељну исхрану монаха:
Понедељком, и средом, и петком - нити уља једи, нити вина пиј; а у уторак и у четвртак - уље једи и вино пиј.
 И у свих ових пет дана једанпут дневно да једеш. У суботу, пак, и у недељу - рибе, и сир, и све друго; и двапут дневно једе се.
А у пост велики, суботом и недељом једи уље и вина кушај; а у друге дане - ни вина, ни уља.
А за пост Рођења Христова - као и у друге дане што прописасмо, нека и тада буде исто.
А у пост светих апостола, да једе исто као и у друге дане обично што прописасмо.
Оригинал типика, на пергаменту у облику свитка, као најстарији светогорски документ чува се и данас у хиландарској библиотеци – ризници. Постоји неколико преписа тог списа али је најстарији онај урезан на мермерној плочи изнад улазних врата на зиду цркве карејске испоснице.
Када су цар Душан и царица Јелена боравили на Светој гори (од половине децембра 1347.  до априла 1348.), при посети Кареји, обишли су испосницу Светог Саве. Царица, видевши недостатке келије, одлучила је да буде њен други ктитор. Изабрали су попа Теодула да буде представник келије и доживотни молитвеник. Цар је келији поклонио у Хвосну (Метохија) село Косориће са свим заселцима (Днепоље, Дољани, Чешково, Челопеци). Годишње је царска кућа давала келији 100 венецијанских перпера, по 10 гуња, 10 кожуха... Ту повељу је цар потписао у Прилипу 1348. године.

## Испосница данас
У испосници Светог Саве, после његовог одласка, следећи пример највећег српског светитеља наставили су да живе монаси који су се добровоњно јаве за ту службу. За време боравка у њој монаси се не баве ничим другим осим молитвом за цео свет и за дан и ноћ прочитају цео Псалтир (књигу псалама Давидових из Старог завета), а у току седмице целокупно Четворојеванђеље.
На иконостасу цркве испоснице налази се,  са десне стране царских двери на месту које је предвиђено за икону Господа Исуса Христа (што је јединствен случај у целом православљу),  чудотворна икона Богородице Млекопитатељнице. Икону је по предању донео Свети Сава као поклон манастира Светог Саве Освећеног поред Јерусалима у којем је боравио на свом ходочашћу у Свету земљу.
Уз Млекопитатељницу Свети Сава је из манастира Светог Саве Освећеног, из Свете Земље донео (након његове посете 1217. године) и чудотворну икону Пресвете Богородице Тројеручицу као и  игумански штап Патерицу свог имењака Светог Саве   која се дуго налазила у келији Петерица недалеко од Кареје, а од Светог Илије (2. август 2004. године) и она се чува у самој испосници.